# Cristiano VIII da Dinamarca
Cristiano VIII (Copenhague, 18 de setembro de 1786 – Copenhague, 20 de janeiro de 1848) foi o Rei da Dinamarca de 1839 até sua morte e também Rei da Noruega como Cristiano Frederico de maio a outubro de 1814. Era o filho mais velho de Frederico, Príncipe Hereditário da Dinamarca e Noruega, e Sofia Frederica de Mecklemburgo-Schwerin, sendo assim neto do rei Frederico V e da rainha Juliana Maria de Brunsvique-Volfembutel.

## Juventude

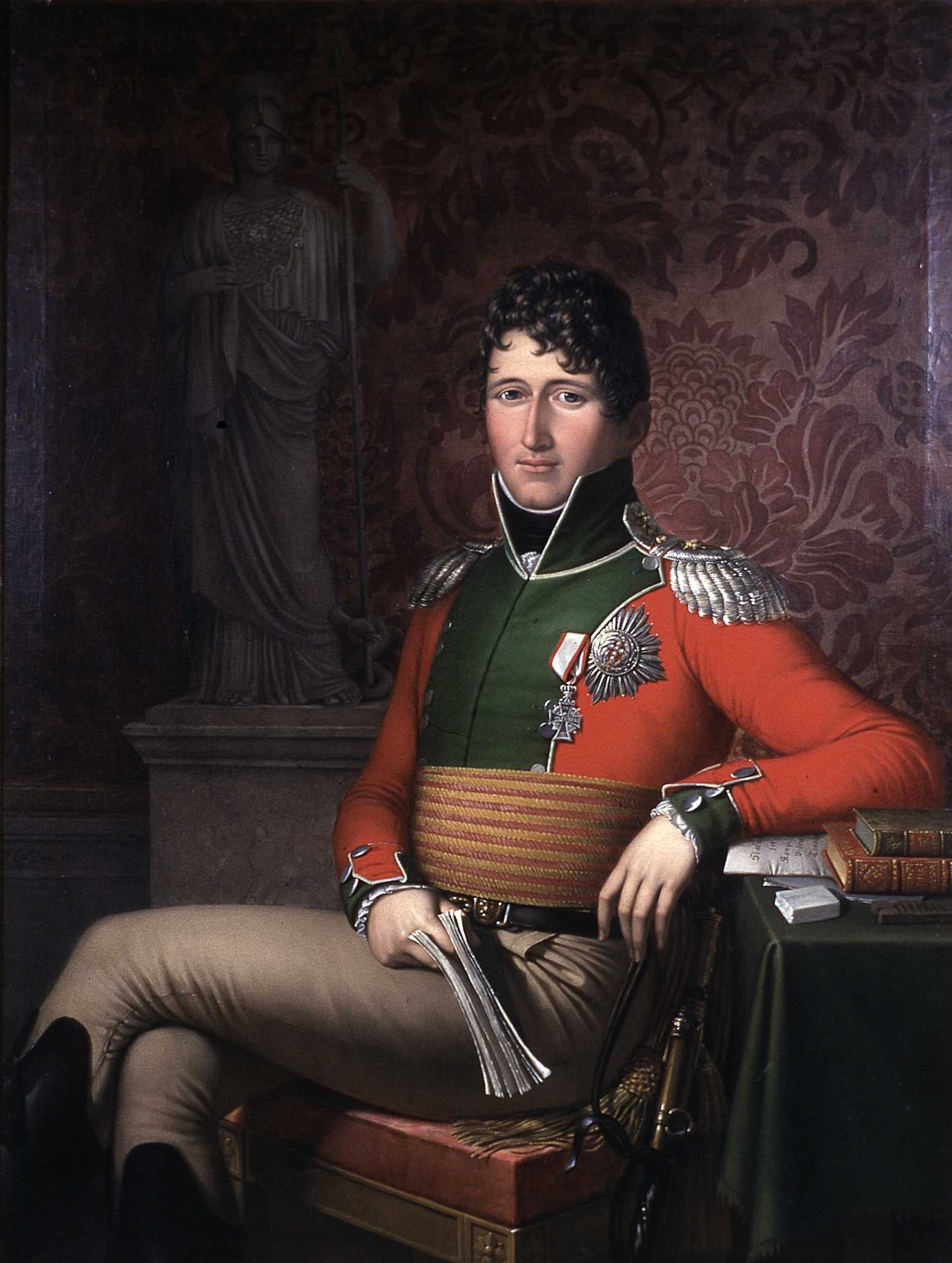
Em 1813 aos 27 anos de idade, como Estatuder da Noruega.

Cristiano nasceu no Palácio de Christiansborg, filho de Sofia Frederica de Mecklemburgo-Schwerin e de Frederico, Príncipe Hereditário da Dinamarca, sendo portanto neto do rei Frederico V.
Cristiano casou-se pela primeira vez com sua prima Carlota Frederica de Mecklemburgo-Schwerin, a quem ele havia se encantado durante uma visita a corte de seu tio no Palácio de Ludwigslust. Em 21 de junho 1806 o casamento foi realizado em Mecklemburgo, Carlota Frederica era filha de Frederico Francisco I, Grão-Duque de Mecklemburgo-Schwerin, e da princesa Luísa de Saxe-Gota-Altemburgo. Seu filho primogênito foi Cristiano Frederico, que nasceu e morreu no castelo de Plön em 8 de abril 1807. Seu segundo filho seria o futuro rei Frederico VII. O casamento foi dissolvido por divórcio em 1810 depois de Carlota ter sido acusada de adultério com seu professor de canto o suíço Edouard Du Poy.
Em maio de 1813, como herdeiro presuntivo dos reinos da Dinamarca e Noruega, Cristiano foi enviado para a Noruega como estatuder, o mais alto representante do rei dinamarquês nos territórios além-mar, a fim de promover a lealdade dos noruegueses à Casa de Oldemburgo, que tinha sido muito abalada com os resultados desastrosos da união de Frederico VI com Napoleão Bonaparte. Cristiano fez tudo que podia pessoalmente para fortalecer os laços entre os noruegueses e a casa real da Dinamarca. Seus esforços foram opostos pelo chamado partido sueco, que desejava uma união dinástica com a vizinha Suécia. Ele foi eleito regente da Noruega por uma assembleia de notáveis em 16 de Fevereiro 1814.
Esta eleição foi confirmada pela Assembleia Constituinte convocada pelo norueguês Eidsvoll em 10 de abril, e no dia 17 de Maio a constituição foi assinada e Cristiano foi eleito por unanimidade rei da Noruega sob o nome Cristiano Frederico.

## Reinado

### Noruega
Ao ser pressionado pelos alto comissários das potências aliadas a aceitar uma união Sueco-Norueguesa, em conformidade com os termos do Tratado de Kiel, e depois voltar à Dinamarca, ele respondeu que  como rei constitucional, nada poderia fazer sem o consentimento do Parlamento (Storting), o qual não seria convocado enquanto não houvesse uma suspensão das hostilidades por parte da Suécia.
O governo sueco recusou as condições impostas por Cristiano e o exército norueguês foi derrotado em uma campanha militar pelas forças militares comandadas por Carlos João, Príncipe Herdeiro da Suécia. A breve guerra terminou com a Convenção de Moss em 14 de agosto 1814. Pelos termos desse tratado, Cristiano transferiu o poder executivo ao parlamento e em seguida abdicou, voltando para a Dinamarca. O parlamento por sua vez adotou as alterações constitucionais necessárias para permitir uma união pessoal com a Suécia, e em 4 de novembro o rei Carlos XIII da Suécia foi eleito o Rei da Noruega.

### Dinamarca

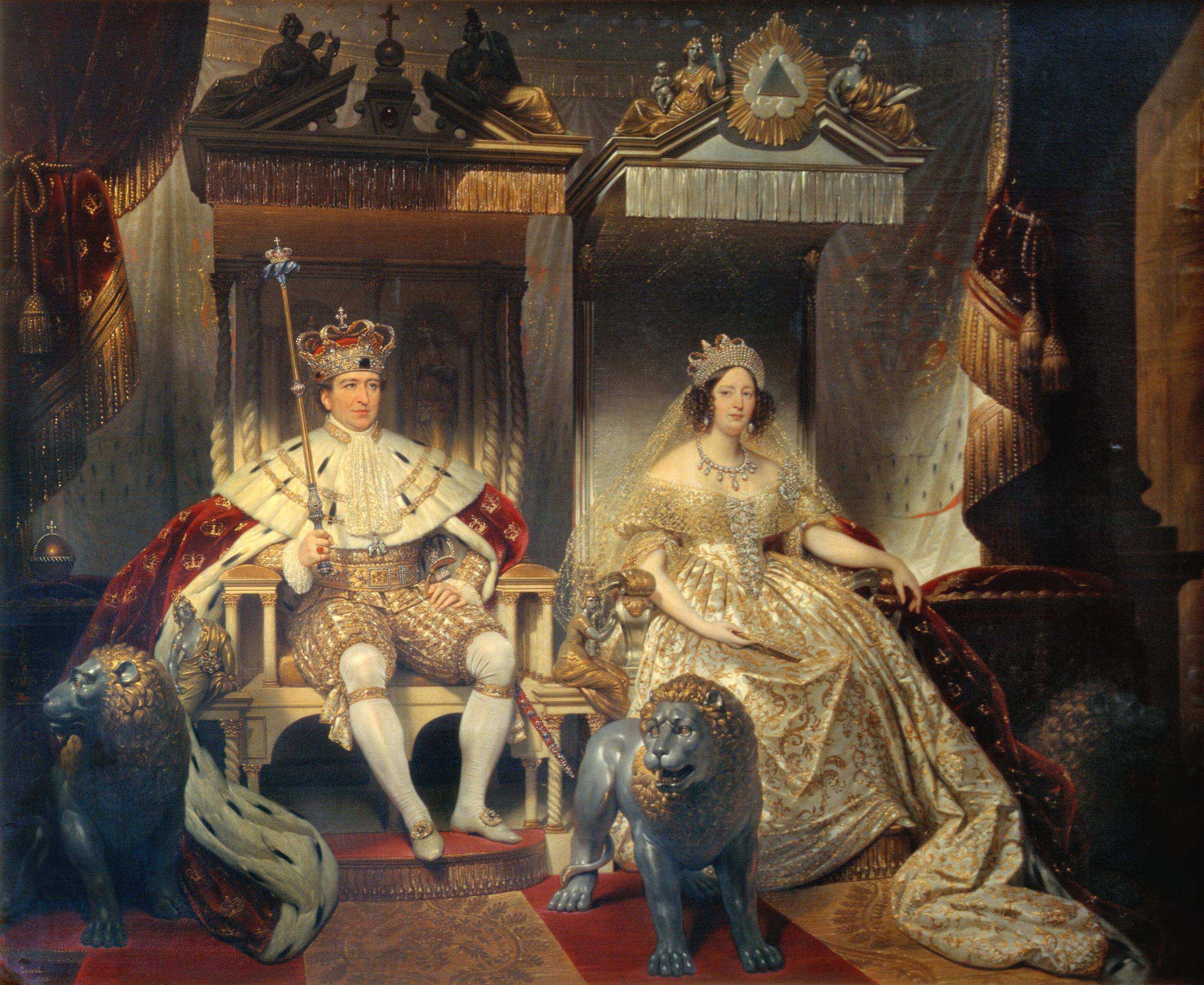
Cristiano e sua rainha sendo coroados reis da Dinamarca. Pintado em 1841, por Joseph-Désiré Court.

Após o seu regresso à Dinamarca, Cristiano se casou com sua segunda esposa, a princesa Carolina Amália de Schleswig-Holstein-Sonderburg-Augustenburg (filha de Luísa Augusta da Dinamarca, a única irmã de Frederico VI) no palácio ducal de Augustemburgo em 22 de maio 1815.
O casal não teve filhos e viveu uma vida tipicamente burguesa até que Cristiano subiu ao trono da Dinamarca em 13 de dezembro de 1839 como Cristiano VIII. Os suspeitos princípios democráticos de Cristiano haviam feito dele uma "persona ingratíssima" em todas as cortes europeias reacionárias, incluindo a dinamarquesa, ganhando um assento no conselho de estado apenas em 1831.
O Partido Liberal tinha grandes esperanças com o então "monarca liberal", mas ele desapontou seus admiradores constantemente ao rejeitar quaisquer projeto tido como constitucional-liberal. 
Alguns historiadores e biógrafos acreditam, porém, que o rei teria dado a Dinamarca uma constituição livre se tivesse vivido o suficiente, e suas últimas palavras são por vezes atribuídas a "Eu não o fiz".

### Morte
Ele morreu de envenenamento sanguíneo no Palácio de Amalienborg, em 1848, e foi enterrado na catedral de Roskilde.